# Rio Comicon
Rio Comicon foi um festival de histórias em quadrinhos, realizado anualmente na cidade do Rio de Janeiro, desde 2010.
O pôster da primeira edição teve arte criada pelo cartunista italiano Milo Manara.
A edição de 2011 recebeu 14 convidados estrangeiros e teve como um de seus destaques a realização do I Colóquio Filosofia e Quadrinhos, com a participação de Chris Claremont e Peter Kuper.